# ディーナ・マンフレディーニ
ディーナ・マンフレディーニ（Dina Manfredini、1897年4月4日 - 2012年12月17日）は、イタリア系アメリカ人の長寿の人物。2012年12月4日のベシー・クーパーの死後、世界最高齢であった人物。ディナ・マンフレディニとも記載される。
イタリア在住の人物としてはマリーア・レダエッリ＝グラノーリが最長寿だったが、イタリア国外に在住しているイタリア人も含めると、最長寿はマンフレディーニであった。2011年12月13日にはこれまでのイタリア人の中で最長寿となった。

## 来歴
イタリア王国のエミリア＝ロマーニャ州ピエヴェペーラゴにて生を受け、1920年に夫のリッカルド・マンフレディーニと共にアメリカ合衆国アイオワ州のデモインに移り住んだ。夫妻は4人の子供をもうけ、そのうち3人はマンフレディーニの死去時もなお生存していた。第二次世界大戦中には弾薬の工場で働き、90歳の頃まで自宅の掃除は自分で行なっていた。しかし彼女は周辺には自分の年齢を誤魔化していたため、誰も彼女が働くのに年を取り過ぎているとは思わなかった。夫は1965年に没している。彼の死去後、110歳で老人ホームに移るまでは一人暮らしを続けた。
マンフレディーニには7人の孫、7人のひ孫、12人の玄孫がいた。114歳にして耳は不自由であるが、健康状態は良いと考えられてきて、歩行者の助けを借りれば歩くこともできた。
2012年12月17日、アイオワ州の高齢者施設で死去。115歳没。世界最高齢は日本の木村次郎右衛門となった。なお、木村次郎右衛門の誕生日が4月19日ではなく3月19日だったという可能性があり、その場合マンフレディーニは世界最高齢になれなかったことになる（木村次郎右衛門の項を参照）。

## 長寿記録
- 2007年10月23日 - 老人学研究団体ジェロントロジー・リサーチ・グループの110歳以上の人物を集めたリストに加わる[1]。110歳202日。
- 2011年8月2日 - ヴェーネレ・ピッツィナートが死去し、存命中のイタリア人の中で最長寿となる。114歳120日。
- 同年12月13日 - ヴェーネレ・ピッツィナートの記録を抜き、これまでのイタリア人の中で最も長く生きた人物となる。114歳253日。
- 2012年12月4日 - ベシー・クーパーの死去に伴い、115歳244日で世界最高齢となる。
- 同年12月17日 - 115歳と257日で死去。

その後、マンフレディーニの保持していたイタリア人最長寿の記録は、2015年8月14日にエンマ・モラーノによって更新された。